# August Lengquist
Johan August Lengquist, född 30 april 1847 i Almundsryd i Kronobergs län, död 19 mars 1914 i Tolg i Kronobergs län, var en svensk präst. 

## Biografi

### Karriär
August Lengquist studerade vid Uppsala universitet, där han examinerades 1868. Han blev prästvigd 1874 och påbörjade sin bana inom svenska kyrkan som predikant vid Växjös fattighus fram till 1878. Lengquist var sedan lasarettspredikant till 1887, då han fick tjänst som syssloman vid Växjö domkyrka. 1887–1889 tjänstgjorde han som domkyrkokomminister. I sin roll som komminister beskrevs han som en mycket fyndig talare som samlade skaror kring predikstolen. Pehr Gunnar Vejde beskriver i sin bok Växjö på 1890-talet – Några minnesbilder Lengquists popularitet som predikant: "Bland prästerskapet i Växjö under min barndom fanns ingen, som folket i gemen hellre hörde än domkyrkokomminister J. A. Lengqvist... Melodiskt ljöd från hans läppar gammalsvenskans vackra kasusändelser och uttryck ("Herranom", "himlom" o. s. v.). Ofta övergav han konceptet och talade fritt ur hjärtat, stämman dallrade då av inre rörelse och fick bevekande tonfall. Jag minns så väl, hur menigheten gripen och ofta under tårar lyssnade till förkunnelsen. Som predikant ansågs han av många nära nog oöverträffad." 1900 blev Lengquist utnämnd till kyrkoherde i Tolg, där han förblev fram till sin död i Tolgs prästgård 1914. 

### Familj
August Lengquist var son till komministern Fredrik August Lengquist och hans hustru Gustava Katharina Branthsson samt dotterdotterson till diplomaten Samuel Hjelmér. Lengquist gifte sig 1876 med Betty Franzina Nordström, som var dotter till bryggaren Lars Nordström och Hedvig Bengtsdotter.Tillsammans fick de flera barn, däribland författaren Nils Lago-Lengquist. August Lengquists farfar Johan Peter Lengquist var kyrkoherde i Urshult.